# Ray C
Rehema Chalamila (sinh ngày 15 tháng 5 năm 1982 tại Tanzania Iringa), được biết đến với nghệ danh Ray C, là một nhạc sĩ từ Tanzania. Thể loại âm nhạc của cô là afro pop đặc biệt là bongo flava.

## Tiểu sử
Trước khi mạo hiểm với âm nhạc, cô làm việc như một người dẫn chương trình cho đài phát thanh Clouds FM dựa trên Dar es Salaam. Cô đã phát hành album đầu tay "Mapenzi Yangu" vào năm 2003.
Cô đã lưu diễn Kenya, Uganda, Tanzania, Burundi, Rwanda, Mozambique, Trung Quốc, Vương quốc Anh, Na Uy, Đức, Hà Lan, Hy Lạp, Thụy Điển, Mỹ, Úc, Thái Lan, Nam Phi, Ấn Độ, Nigeria và các quốc gia khác.

## Danh sách đĩa hát
Album:
- Mapenzi Yangu (2003)
- Na Wewe Milele (2004)
- Sogea Sogea (2006)
- Touch Me (2008)

## Giải thưởng
Thắng:
- Giải thưởng âm nhạc Tanzania 2004 - Nữ nghệ sĩ xuất sắc nhất [2]
- Giải thưởng âm nhạc Kisima 2004 - Nữ nghệ sĩ đến từ Uganda & Tanzania [1]
- Giải thưởng âm nhạc Tanzania 2007 - Nữ nghệ sĩ xuất sắc nhất [3]

Đề cử:
- Giải thưởng âm nhạc Pearl of Africa 2006 - Nữ xuất sắc nhất (Tanzania) [4]
- Giải thưởng âm nhạc O Channel 2005 - Đông Phi hay nhất
- Giải thưởng âm nhạc Pearl of Africa 2007 - Nữ xuất sắc nhất (Tanzania) [5]
- Giải thưởng âm nhạc Pearl of Africa 2008 - Nữ xuất sắc nhất (Tanzania) [6]
- Giải thưởng âm nhạc Tanzania 2011 - Video hay nhất, Bài hát hay nhất, Ca khúc nhạc pop hay nhất và Ca khúc hợp tác hay nhất ('Mama Ntilie' với Gelly wa Ryme & AT) [7]